# Старотимкино
Старотимкино (баш. Иҫке Тимкә) — деревня в Балтачевском районе Республики Башкортостан Российской Федерации. Центр Богдановского сельсовета.

## География

### Географическое положение
Расстояние до:
- районного центра (Старобалтачёво): 21 км.

## История
По материалам Первой ревизии, в 1722 году в деревне были учтены 92 души мужского пола служилых мещеряков.
В «Списке населенных мест по сведениям 1870 года», изданном в 1877 году, населённый пункт упомянут как деревня Тимкина 1-го стана Бирского уезда Уфимской губернии. Располагалась при речке Куще, слева от Кунгурского и Сибирского почтовых трактов, в 76 верстах от уездного города Бирска и в 39 верстах от становой квартиры в селе Аскине. В деревне, в 205 дворах жили 1269 человек (635 мужчин и 634 женщины, мещеряки, русские), были 2 мечети, училище. Жители занимались пчеловодством и плотничеством.

## Население
| 2002 | 2009 | 2010 |
| ---- | ---- | ---- |
| 522  | ↗550 | ↘505 |

Согласно переписи 2002 года, преобладающие национальности —  башкиры (62 %), татары (37 %).

## Религия
В деревне есть мечеть.